# Rocca di Cave
Rocca di Cave é uma comuna italiana da região do Lácio, província de Roma, com cerca de 358 habitantes. Estende-se por uma área de 11 km², tendo uma densidade populacional de 33 hab/km². Faz fronteira com Capranica Prenestina, Castel San Pietro Romano, Cave, Genazzano, Palestrina.

## Demografia
| Variação demográfica do município entre 1861 e 2011                               |
|                                                                                   |
| Fonte: Istituto Nazionale di Statistica (ISTAT) - Elaboração gráfica da Wikipedia |